# ذيل الحصان (أفورس)
ذيل الحصان هو نبات مائي شائع في أوراسيا وأمريكا الشمالية يمتد من جرينلاند إلى هضبة التبت إلى أرزونة. يفضل المياه غير الحمضية. يقال أنه لا يخلو من بعض الخواص الطبية وأنه مدر للبول.